# Weingut Iby

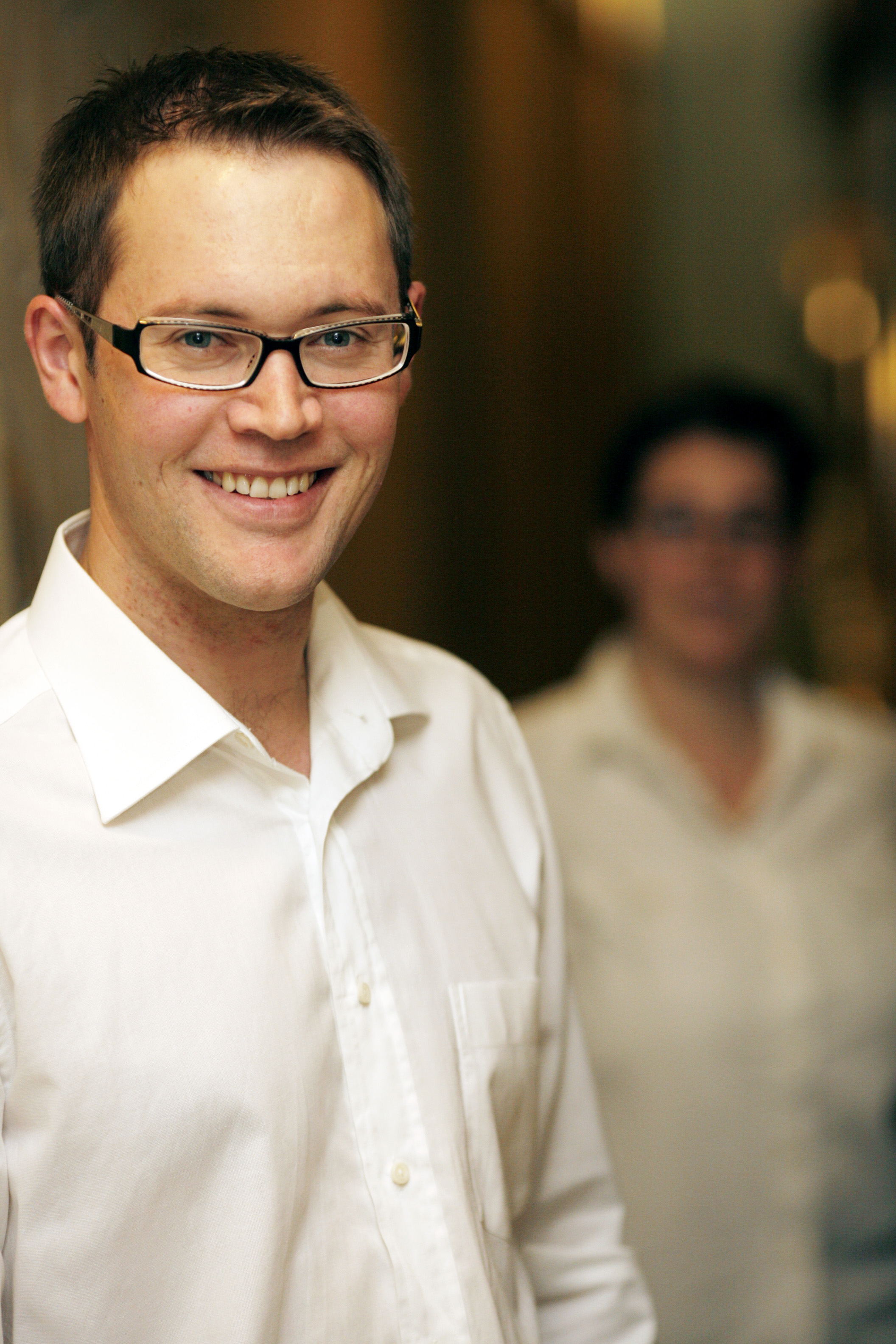
Anton Iby

Das Weingut Iby in Horitschon ist ein österreichisches Weingut im Weinbaugebiet im Mittelburgenland.

## Geschichte

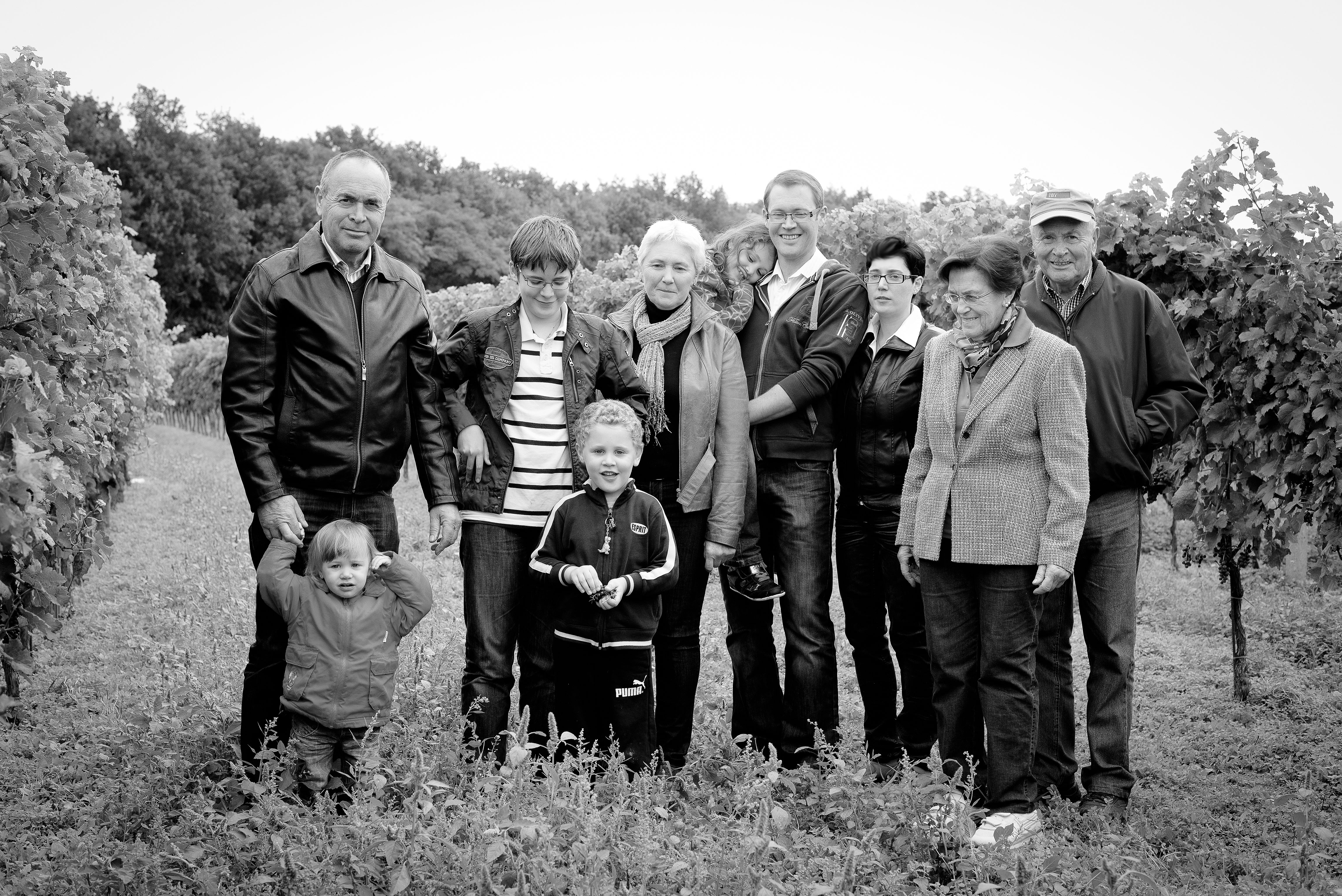
Familie Iby

Ab 1955 begann Anton Iby  (* 1931) mit dem Aufstocken der Rebfläche auf 5,5 Hektar. Anton Iby (* 1955) begann 1984 gemeinsam mit seiner Ehefrau Hanni mit der Flaschenabfüllung und erweiterte den Betrieb bis 1995 auf 18 ha. Er begründete überregional den guten Ruf des Rotweinguts. Als mittelburgenländischer Weinbaupolitiker wirkte er führend an der Schaffung der am 30. August 2006 eingeführten Herkunftsbezeichnung Mittelburgenland DAC mit. Bereits zuvor hatte er die Abkehr von den internationalen Rebsorten zugunsten des autochthonen Blaufränkischen propagiert. In einem Zeitungsinterview (2013) bemerkte Anton Iby dazu: „Ich bin gegen Ende der 1990er Jahre zu der Einsicht gelangt, dass der reinsortige Blaufränkische noch besser sein muss als der damals so beliebte Cabernet Sauvignon, sofern wir uns um unsere heimische Sorte in gleichem Maße bemühen wie um den Cabernet.“ Als Konsequenz dieser Überlegung hackte er im Jahr 2004 sämtliche auf seiner Scholle befindlichen Rebstöcke der Sorten Cabernet Sauvignon, Pinot Noir und Syrah aus und pflanzte an deren Stelle Blaufränkischreben.
Seit 2000 ist Anton Iby (* 1975) für die Vinifikation verantwortlich. Gemeinsam mit seiner Frau Eva M. Iby und seinen Eltern stellte er den Betrieb auf biologische Anbauweise um.

## Das Weingut
Die Rebfläche beträgt 40 Hektar (Stand 2023) und ist überwiegend mit Blaufränkisch bestockt. Der Anbau erfolgt auf den Horitschoner Lagen Dürrau, Hochäcker, Gfanger und Raga. Die tiefen, schweren Lehmböden mit hohem Tonanteil bieten für den Blaufränkischanbau ideale Bedingungen. Die bekanntesten Weine sind die Blaufränkischen Quintus, Chevalier, Hochäcker und Dürrau.